# ユダヤ食品店人質事件
ユダヤ食品店人質事件は、2015年1月9日にフランスのパリ20区のポルト・ド・ヴァンセンヌにあるユダヤ食品専門スーパーマーケット「イペル・カシェル」で発生した人質事件。
武装した男が居合わせた客らを人質に立てこもったが、フランス国家警察特別介入部隊の強行突入によって射殺された。人質のうち4名が死亡した。犯人は、前々日に発生したシャルリー・エブド襲撃事件の容疑者らとの連携を表明しており、イスラム過激派による一連のテロ事件と見られている。

## 概要

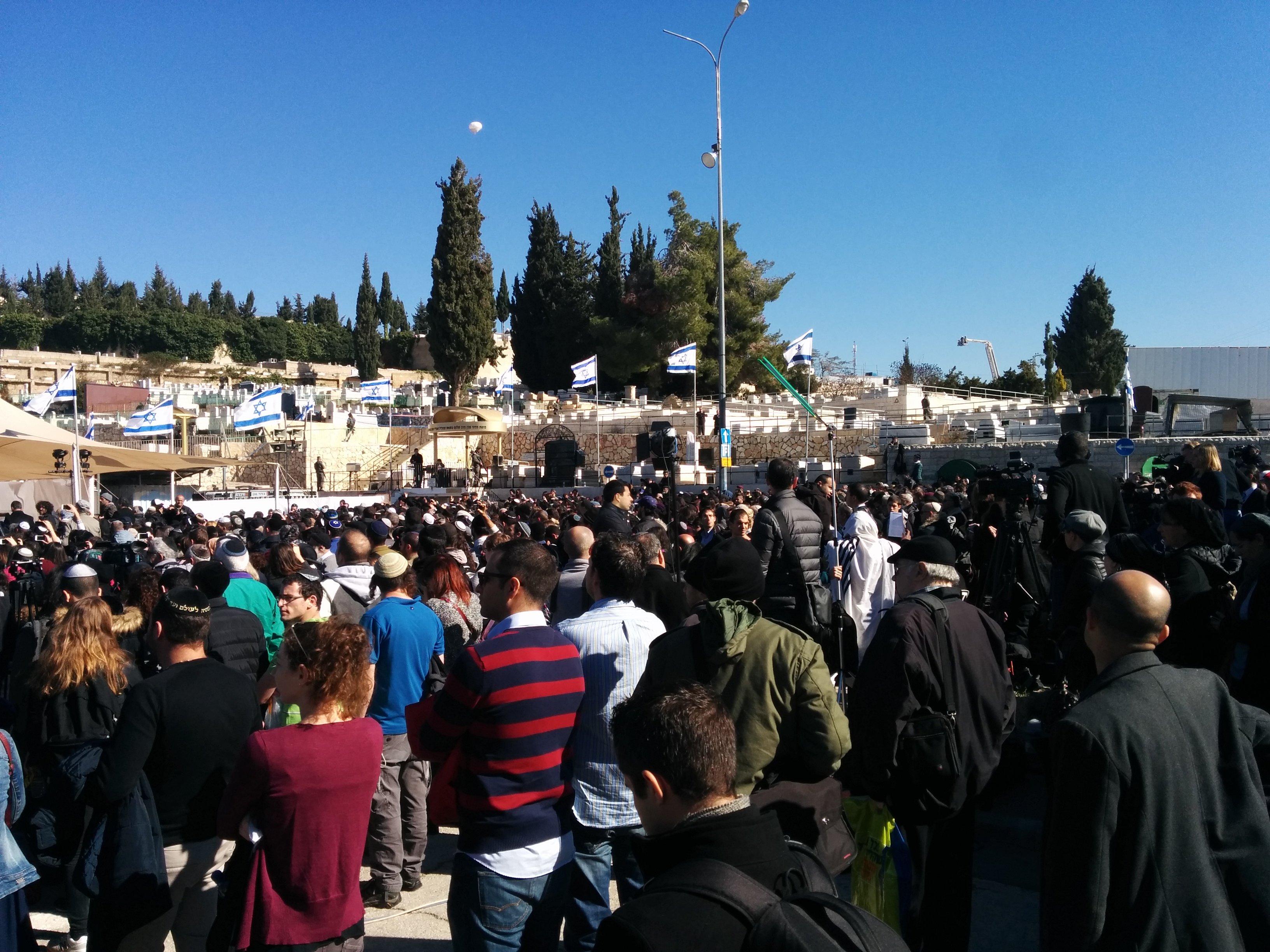
パリのユダヤ食料店人質事件でなくなった4人の葬儀はエルサレムで行われた。

2015年1月9日の昼ごろ、パリの南東端部ポルト・ド・ヴァンセンヌのカシュルート（ユダヤ教の食事規定に従った食品）専門のスーパー「イペル・カシェル」にライフルを持った男が押し入り、「お前たちはユダヤ人だ。ユダヤ人はすべて殺す」と言って店内で発砲し、子供を含む客や従業員などを人質に立てこもった。事件後、AFPは「人質2名が亡くなった」と非公式ながら報じ、その後「シャルリー・エブド襲撃事件の犯人が立てこもっている印刷工場に警察が突入したら、スーパーの人質を殺すと犯人が脅している」と報じた。地元テレビ局による犯人への電話インタビューに対し、自らが過激組織ISILのメンバーであり、シャルリー・エブド襲撃事件の犯人（サイード・クアシ、シェリフ・クアシ）と協調して実行した事を認めた。17時、印刷会社に立てこもっていた容疑者が脱出を図って国家憲兵隊の治安介入部隊（GIGN）に射殺され、これを知った本事件の犯人が激昂することが懸念されたことから、急遽、国家警察特別介入部隊（RAID）およびパリ警視庁コマンド対策部隊（BRI-BAC）が強行突入。犯人は射殺された。
死亡した被害者は、21歳の学生、22歳の学生で同店店員、45歳の同店近所にある保険代理店のコンピューターエンジニア、64歳の年金基金マネージャーの4人である。

## 犯人
犯人のアメディ・クリバリ (Amedy Coulibaly, 32歳) は、事件の前日8日にはパリ郊外モンルージュで女性警察官クラリッサ・ジャン＝フィリップ (Clarissa Jean-Philippe) を銃撃して死亡させた。前々日7日に起こったシャルリー・エブド襲撃事件の犯人のひとりシェリフ・クアシとは1995年のパリ地下鉄爆破テロ事件で終身刑になったテロリストの脱獄未遂事件（2010年）を通じて知り合ったとされる。容疑者は長年犯罪に関与し、刑務所を何度も出入りするうちにイスラム過激派になったとみられる。逃走中の内縁の妻も危険人物として手配されている。内縁の妻はトルコを経由してシリアへ出国したことが確認された。

## 背景
フランスはイスラエルとアメリカに次ぐ世界第3位のユダヤ人コミュニティを形成していると同時に、西ヨーロッパ最大のムスリム人口も抱えており近年両者の間の緊張が高まっている。

## 事件後
マニュエル・ヴァルス首相は、「ユダヤ人のいないフランスは、フランスではない」と述べ、フランス国内にある700のユダヤ人学校に5000名の警備部隊を配備したほか、危険と見られる個所には将来的に10,000名を配備予定であると発表した。イスラエルのベンヤミン・ネタニヤフ首相は、フランス居住中のユダヤ人にイスラエルへの移住を呼びかけている。
マリ人でイスラム教徒の従業員のバサナ・バティリ (Lassana Bathily) は人質たちを助けて単独で脱出し、警察の特殊部隊の突入に不可欠な情報を伝え、事件後にはフランス国籍を与えられた。